# Monique Knol
Monique Knol (ur. 31 marca 1964 w Wolvega) – holenderska kolarka szosowa i torowa, dwukrotna medalistka olimpijska oraz dwukrotna medalistka mistrzostw świata.

## Kariera
Pierwszy sukces w karierze Monique Knol osiągnęła w 1986 roku, kiedy zdobyła złoty medal na torowych mistrzostwach kraju po tym, jak zwyciężyła w sprincie. Na rozgrywanych dwa lata później igrzyskach olimpijskich w Seulu Holenderka zwyciężyła w szosowych wyścigu ze startu wspólnego, bezpośrednio wyprzedzając Niemkę Juttę Niehaus oraz Laimę Zilporytė z ZSRR. W 1990 roku wystąpiła na szosowych mistrzostwach świata w Utsunomiya, gdzie wspólnie z Leontien van Moorsel, Corą Westland i Astrid Schop zdobyła złoty medal w drużynowej jeździe na czas. W tej samej konkurencji zajęła także drugie miejsce podczas mistrzostw świata w Stuttgarcie w 1991 roku. W zawodach tych partnerowały jej Cora Westland, Astrid Schop i Monique de Bruin. Ostatni medal wywalczyła na igrzyskach olimpijskich w Barcelonie w 1992 roku, gdzie w wyścigu ze startu wspólnego zajęła trzecie miejsce za Australijką Kathy Watt oraz Francuzką Jeannie Longo. Ponadto jeszcze kilkakrotnie zdobywała medale mistrzostw Holandii, zarówno w kolarstwie torowym, jak i szosowym, w tym złoty wyścigu ze startu wspólnego w 1988 roku. Nigdy nie zdobyła medalu na torowych mistrzostwach świata. Karierę zakończyła w 2002 roku.